# Stolnica v Kaunasu
Stolnica v Kaunasu ali Kaunaška stolnica bazilika apostolov sv. Petra in Pavla (litovsko Kauno Šv. Apaštalų Petro ir Povilo arkikatedra bazilika) je rimskokatoliška stolna bazilika v Kaunasu v Litvi.

## Zgodovina
Natančen datum, ko je bila zgrajena prva gotska cerkev, posvečena apostolom svetemu Petru in svetemu Pavlu, ni znan, vendar je bila v pisnih virih prvič omenjena leta 1413. Prva župnijska šola v Kaunasi pri cerkvi sv. Petra in Pavla je bil omenjen leta 1473. Gradbena dela so bila zaključena šele leta 1624.
Cerkev je močno trpela zaradi vojaške kampanje leta 1655 in je bila obnovljena leta 1671, ob tem je dobila nekatere renesančne poteze. Po požaru strehe leta 1732 je bil obnovljen le eden od stolpov. Kot del obnove je notranje okrasje financiral kralj Stanisław August Poniatowski leta 1771. Glavni oltar, prižnico in kor je postavil Tomasz Podhajski leta 1775.
Današnja oblika zgradbe je posledica nadaljnje prenove leta 1800. Cerkev je v status stolnice povišal papež Leon XIII.. Naslov bazilika je dobila leta 1926, ko je papež Pij XI. škofijo Samogitia reorganiziral v  metropolitansko nadškofijo v Kauni. Stavba je bila leta 1996 vključena v register nepremičnin kulturne dediščine Republike Litve. Papež Frančišek je stolnico obiskal 23. septembra 2018.

## Arhitektura
Stolnica, dolga 84 m, visoka 28 m in široka 34 m, je največja gotska cerkev v Litvi. Kapela Najsvetejšega, ki je bila zgrajena leta 1895, je samostojen podaljšek južne ladje z izrezljanim lesenim pohištvom v neogotskem slogu.

## Oprema
Notranjost stolnice se kaže v slogu zgodnjega in visokega baroka. Stebri, stenske površine in oboki so deloma marmorirani v pastelnih barvah, delno okrašeni z okraski in slikovnimi medaljoni; ta okras je nastal v neobaročnem slogu konec 19. stoletja. Veliki oltar s skulpturami Križanja in žalostne Marije Magdalene krona figura vstalega Kristusa, ki jo apostola Peter in Pavel častita na kolenih, obkroženi s simboli evangelistov. Posvečena je bila leta 1775 in je v središču dodelane baročne stolpne arhitekture z osmimi drugimi izraznimi kipi svetnikov. Nad njim se razteza poznogotski mrežasti obok. Na vsaki strani stebrov ladje so štirje stranski oltarji. Med njimi je najbolj vtisnjen oltar Vnebovzetja spredaj levo; v prvotni obliki se je ohranil iz 17. stoletja.
Orgle je leta 1882 zgradil litovski graditelj orgel Juozapas Radavičius (1857–1911) in temeljijo na poznoromantičnih francoskih vzorcih.

## Grobnice
- V kripti je pokopan litovski škof Motiejus Valančius, škof Samogitije, ki je bil tudi zgodovinar in eden najbolj znanih litovskih pisateljev 19. stoletja, je bil pokopan v cerkvi cerkve leta 1875.
- V bližini kapele je tudi neogotski mavzolej Maironisa, enega najslavnejših litovskih romantičnih pesnikov.
- V zakramentni kapeli, katere neogotska dekoracija temelji na Janezu Krstniku je pokopan litovski kardinal Vincentas Sladkevičius († 2000).